# Gare de Cosne-sur-Loire
Gare de Cosne-sur-Loire – stacja kolejowa w Cosne-Cours-sur-Loire, w departamencie Nièvre, w regionie Burgundia-Franche-Comté, we Francji.
Stacja należy do Société nationale des chemins de fer français (SNCF), obsługiwana jest przez pociągi Intercités i TER Bourgogne.